# دمبره‌سازان
دمبره‌سازان (به خط تاجیکی: Думбрасозон) یک روستا در تاجیکستان است که در ناحیه لخش، جماعت دهات استقلال واقع شده‌است.
تا پیش از ماه مارس ۲۰۲۲، نام این  روستا، دامبرچی (به خط تاجیکی: Домбрачӣ) بوده.